# Eurylaimus javanicus
El eurilaimo bandeado (Eurylaimus javanicus) es una especie de ave paseriforme de la familia Eurylaimidae que vive en el sudeste asiático.

## Distribución y hábitat
Se encuentra en las selvas de Indochina, la península malaya, Sumatra, Borneo, Java e islas adyacentes, distribuido por Birmania, Brunéi, Camboya, Indonesia, Laos, Malasia, Singapur, Tailandia y Vietnam.